# باولو نيكولاي
باولو نيكولاي (بالإيطالية: Paolo Nicolai)‏ (8 يونيو 1988 في إيطاليا - ) هو لاعب كرة طائرة شاطئية ولاعب كرة طائرة إيطاليا. شارك في الألعاب الأولمبية الصيفية 2012 والكرة الطائرة في الألعاب الأولمبية الصيفية 2016.

## وصلات خارجية
- باولو نيكولاي على موقع الاتحاد الدولي beach volleyball database (الإنجليزية)
- باولو نيكولاي على موقع قاعدة بيانات الكرة الطائرة الشاطئية (الإنجليزية)
- باولو نيكولاي على موقع اللجنة الأولمبية الدولية (الإنجليزية)
- باولو نيكولاي على موقع أوليمبيديا (الإنجليزية)
- باولو نيكولاي على موقع اللجنة الأولمبية الإيطالية (الإيطالية)